# Yvette Monreal
 (avril 2015).
Si vous disposez d'ouvrages ou d'articles de référence ou si vous connaissez des sites web de qualité traitant du thème abordé ici, merci de compléter l'article en donnant les références utiles à sa vérifiabilité et en les liant à la section « Notes et références ».
Yvette Monreal (née le 9 juillet 1992 à London en Californie) est une actrice américaine. Elle est née et a grandi à London. Elle s'est intéressée au théâtre après avoir suivi des cours d'art dramatique au lycée. Elle dit que sa mère l'a inspirée à prendre cette décision. Yvette est d'origine moitié chilienne et moitié mexicaine. Enfant, elle a vu  Halle Berry jouer Catwoman au cinéma et voulait être comme elle. Elle prétend que son éducation était "très catholique"

## Carrière
Sa carrière a débuté en 2013, lorsqu'elle a joué le rôle de Temperance dans deux épisodes de la série Harpies.
Elle a interprété Reagan dans la série Faking It.
En 2019, elle joue le rôle de la jeune Gabrielle dans Rambo: Last Blood aux côtés de Sylvester Stallone.
En 2020, elle interprète actuellement la jeune Yolanda Montez alias Wildcat dans la série Stargirl de la chaine DC Universe.

## Filmographie

### Cinéma
- 2014 : Casey - Court métrage : Casey
- 2015 : Low Riders (en) : Claudia
- 2018 : Once Upon a Superhero : Frankie
- 2018 : Monsoon de Miguel Duran[3] : Caitlyn
- 2019 : Rambo: Last Blood d'Adrian Grunberg : Gabriela Beltran

### Télévision

#### Séries télévisées
- 2013 : Harpies[2] (2 épisodes) : Temperence
- 2013-2014 : Chutes[4] (9 épisodes) : Olivia
- 2014 : Awkward (1 épisode) : une fille
- 2014 : Matador (8 épisodes) : Senna Galan
- 2014-2015 : Faking It : Reagan
- 2015 : The Fosters : Adriana Gutierrez
- 2020 : Legends of Tomorrow : Yolanda Montez / Wildcat (saison 5, épisode 1)
- 2020 : Stargirl : Yolanda Montez / Wildcat

#### Téléfilms
- 2014 : Les menaces du passé[5] : Josie